# St. Peter und Paul (Oberbuch)

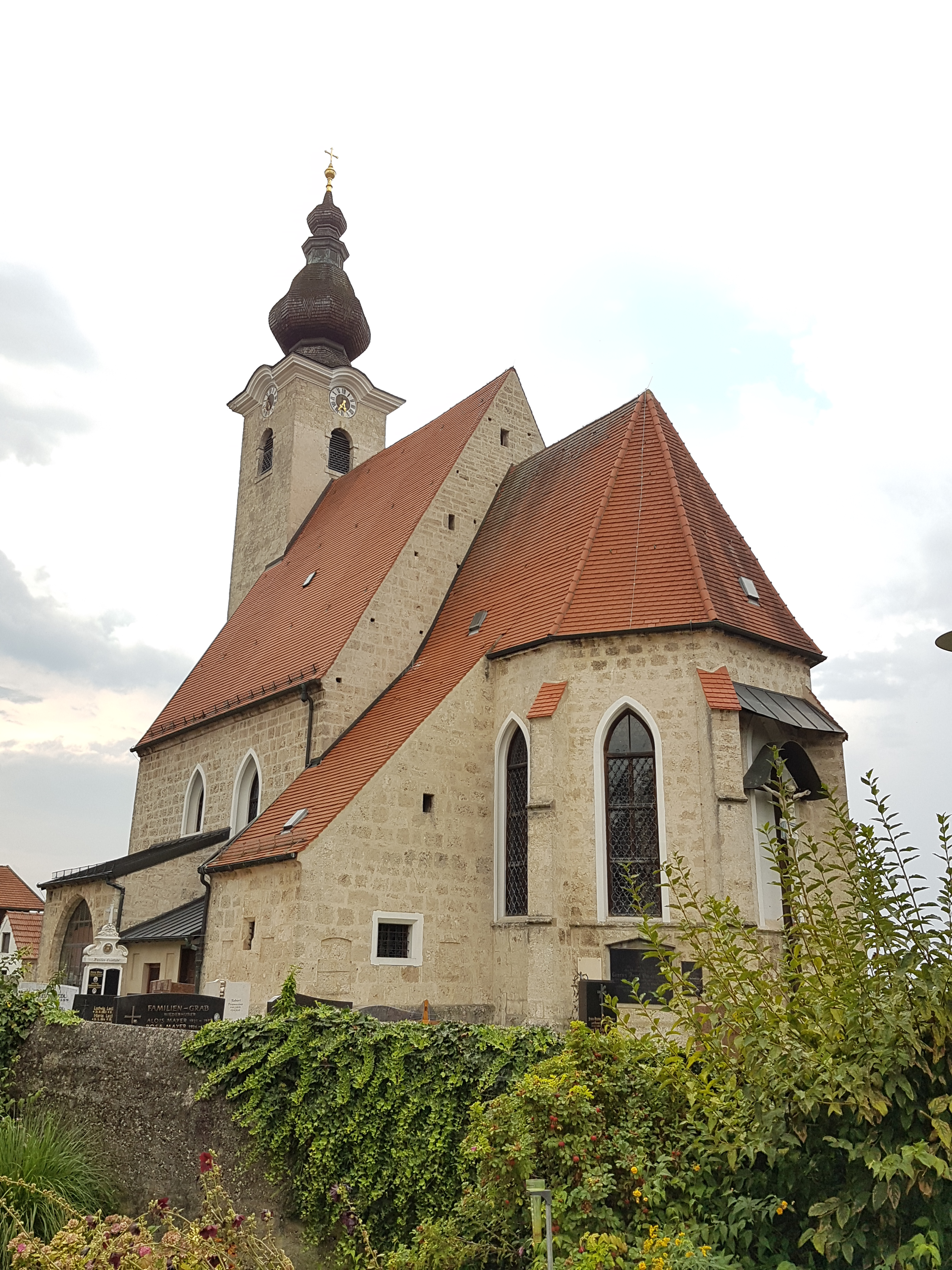
St. Peter und Paul (Oberbuch)

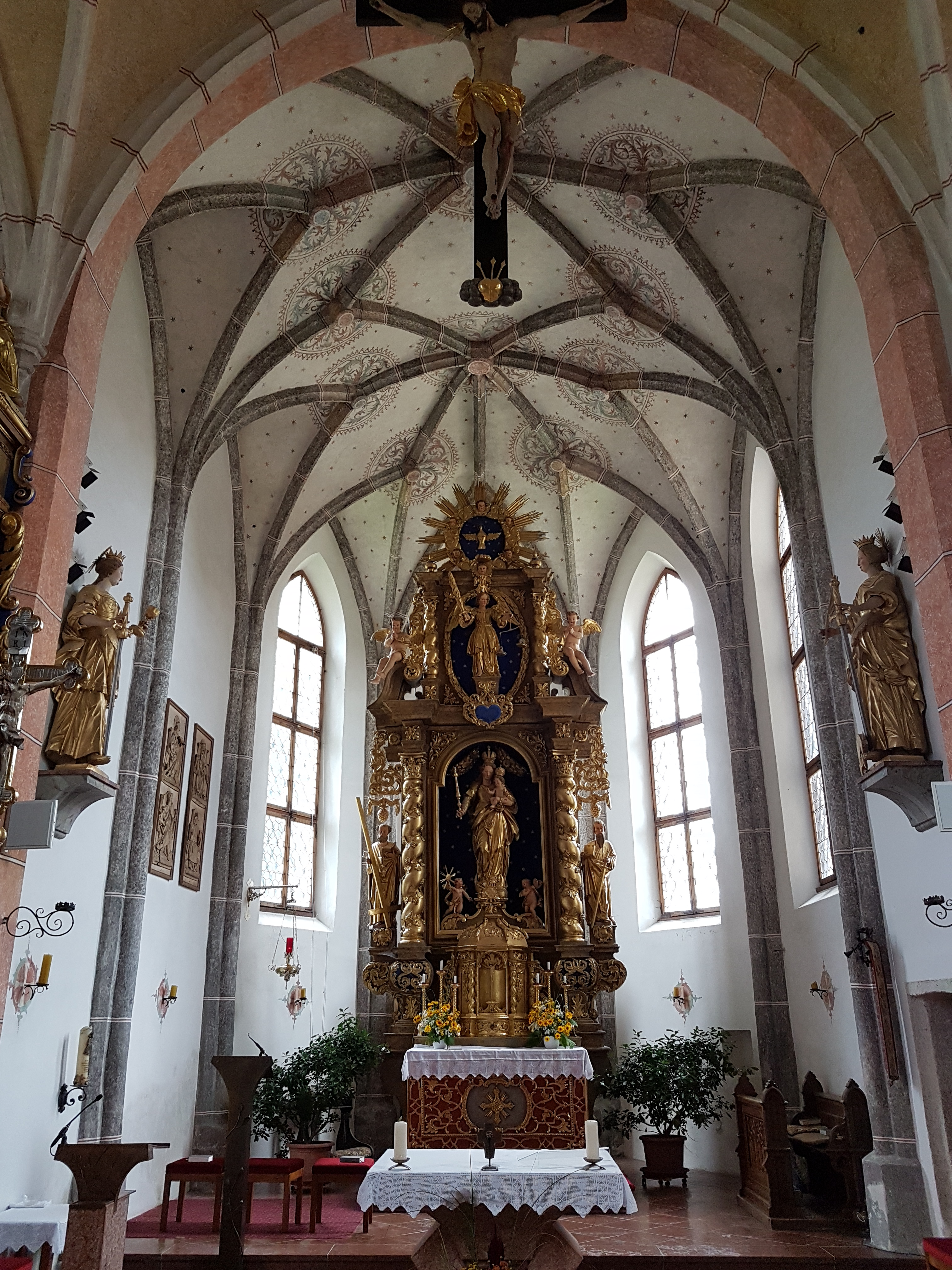
Innenansicht nach Osten

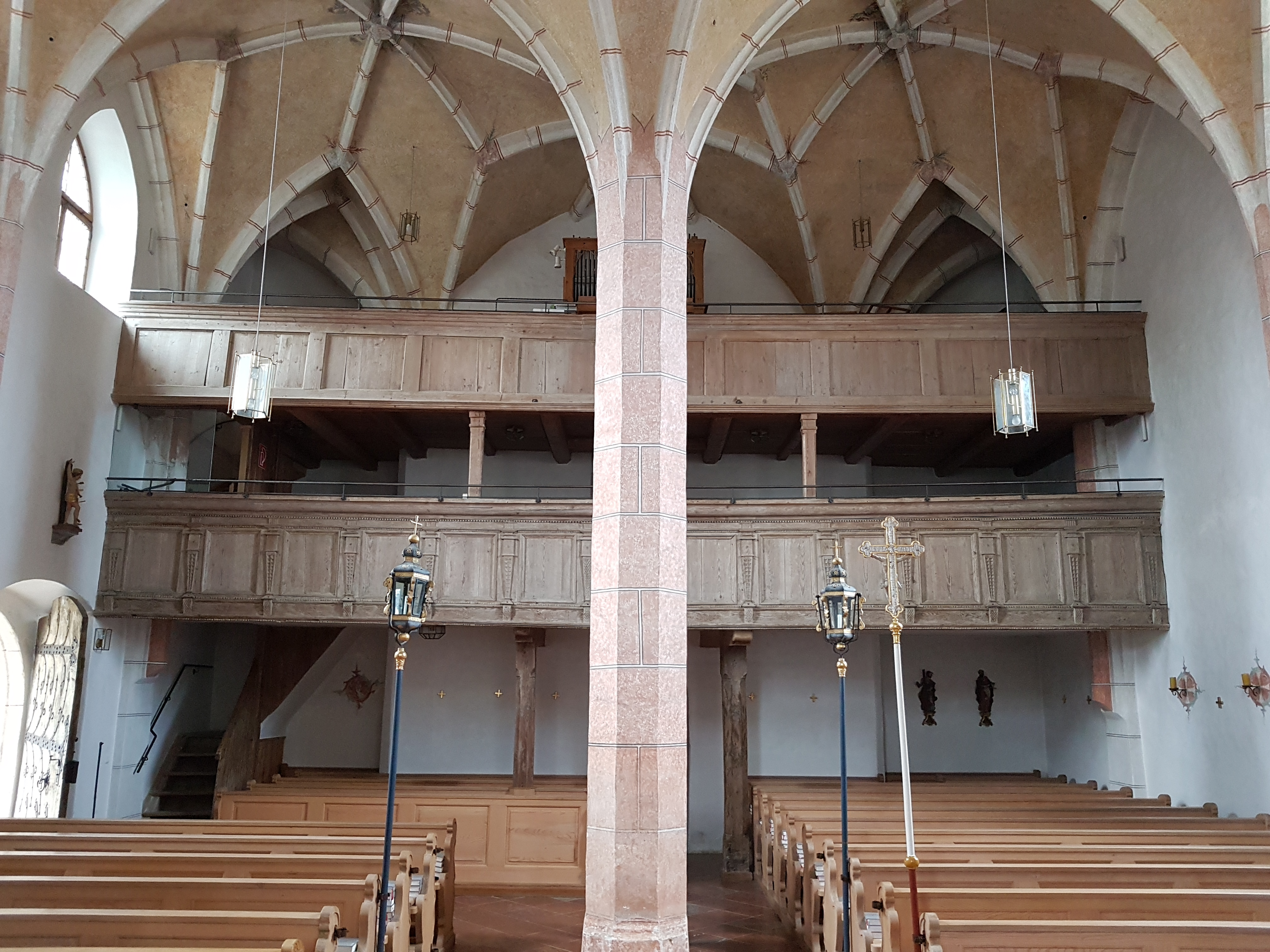
Innenansicht nach Westen

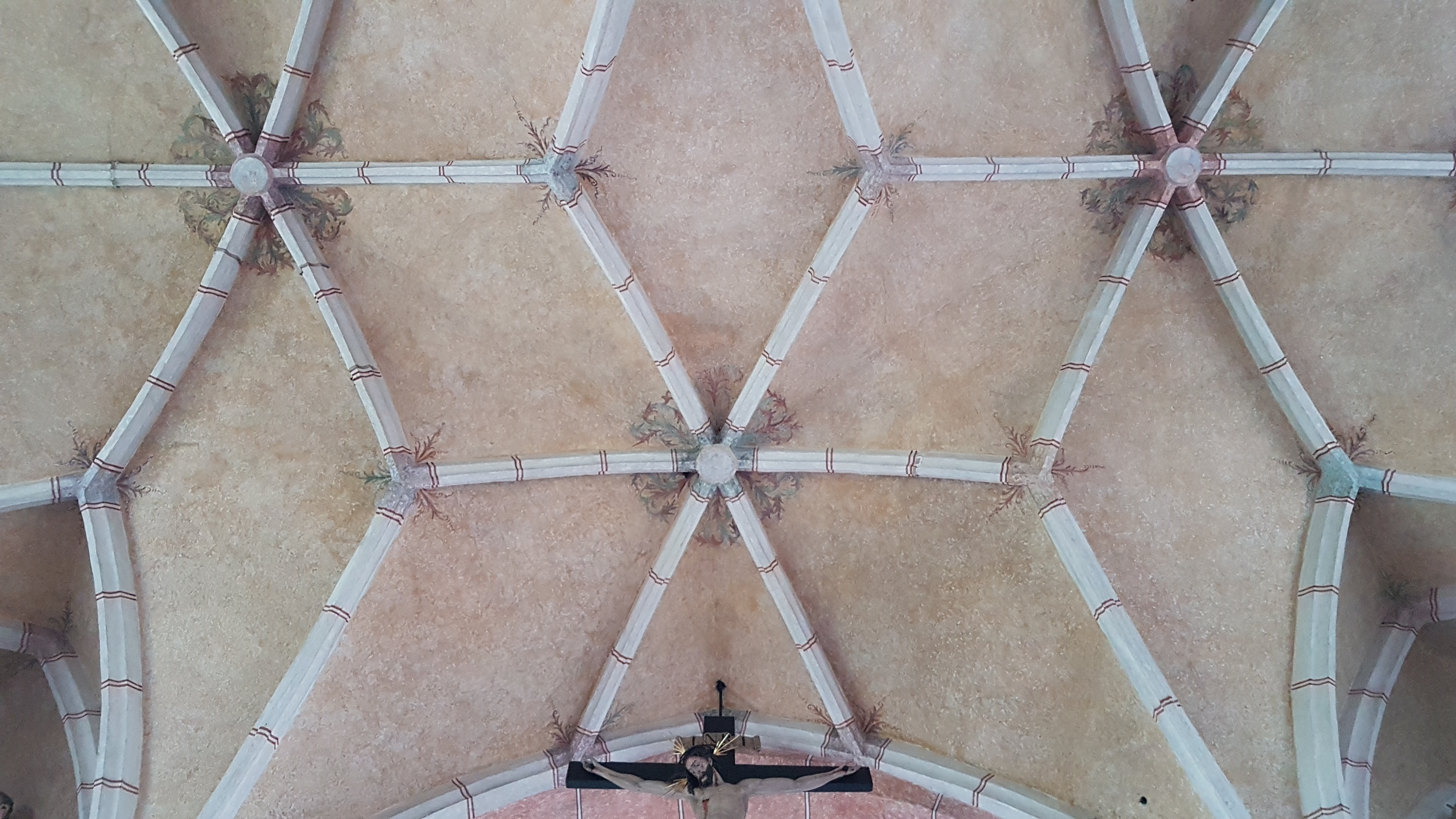
Langhausgewölbe

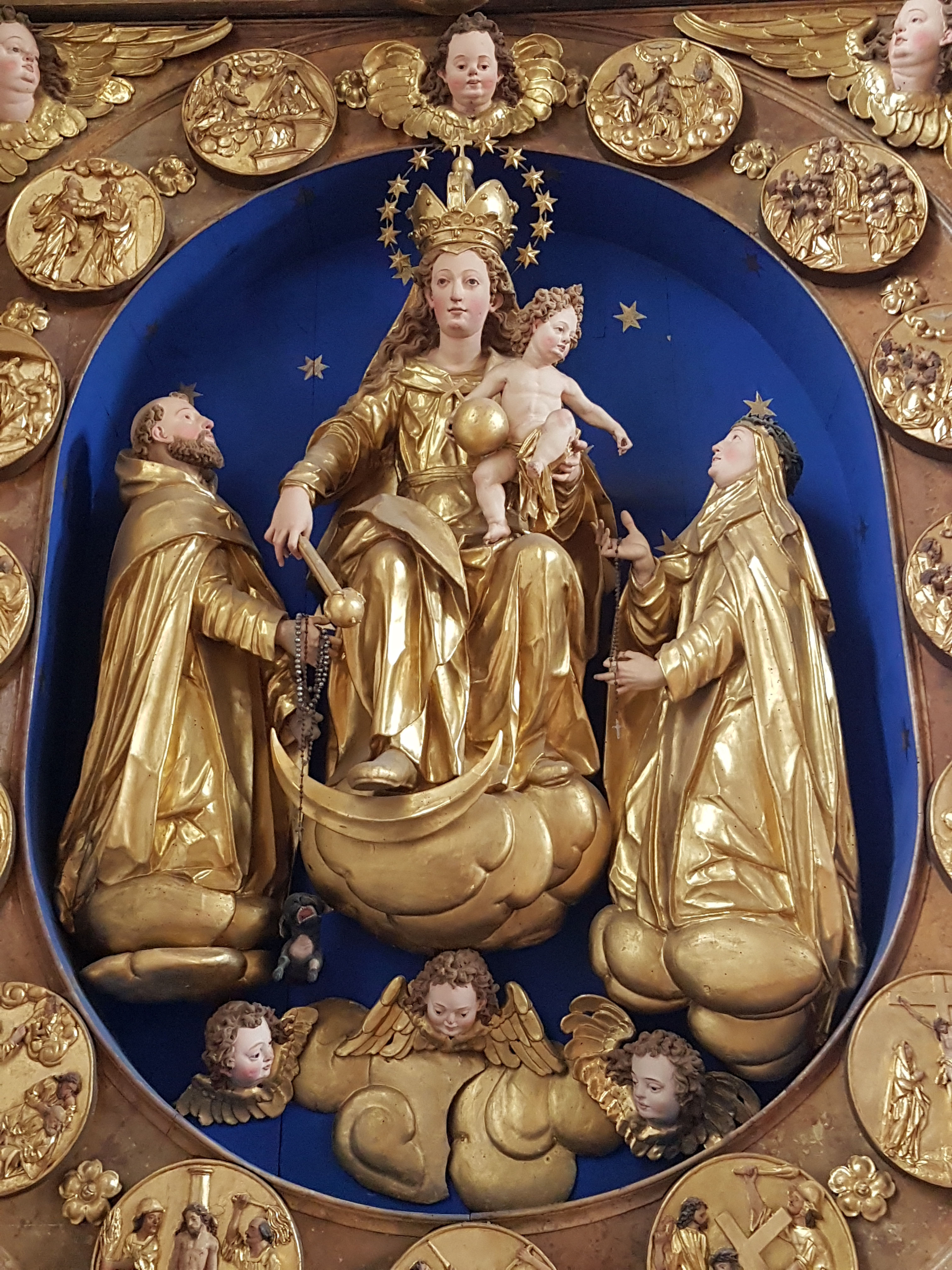
Linker Seitenaltar, Mittelteil

Die römisch-katholische Kirche St. Peter und Paul ist eine gotische Kirche im Ortsteil Oberbuch von Tyrlaching im oberbayerischen Landkreis Altötting. Sie gehört als Filialkirche zur Kirchengemeinde St. Johannes der Täufer Tyrlaching im Pfarrverband Kirchweidach des Bistums Passau.

## Geschichte und Architektur
Die zweischiffige Hallenkirche wurde in der Mitte des 15. Jahrhunderts als Tuffquaderbau auf einem originellen Grundriss mit Mittelpfeiler (ähnlich der Kirche in Burgkirchen am Wald) errichtet. An das Schiff schließen sich der eingezogene, zweijochige Chor mit Dreiachtelschluss und der hohe, leicht in die Westwand eingestellte Westturm vom Ende des 14. Jahrhunderts an. An der Westseite des Turms findet sich ein zugesetztes Gewände; der Turmabschluss wird durch eine spätbarocke, mit Schindeln gedeckte Doppelzwiebelhaube über einem Putzgesims gebildet. Der durch äußere Strebepfeiler gegliederte Chor ist niedriger als das Langhaus. An der Südseite neben der Sakristei ist ein vermauertes Rundfenster zu erkennen.
Die südliche Vorhalle wird durch ein Netzgewölbe abgeschlossen. Ein gotisches Portal mit Stab und Kehle und einem geraden Profilstück darüber erschließt das Bauwerk. Die Tür aus Eichenholz ist mit gotischen Bändern versehen. Renovierungen im Innern erfolgten 1959 und 2001, außen im Jahr 1988. Das Netzgewölbe des Chores ist mit gekehlten Rippen über Wandvorlagen und Runddiensten versehen. Der Mittelpfeiler ist achteckig und trägt ein Netzgewölbe über gekehlten Wandpfeilern, die das Langhaus in zwei ganze, östlich und westlich in je zwei halbe Joche gliedern.

## Ausstattung
Die Altäre sind Werke der 17. Jahrhunderts mit künstlerisch wertvoller Figurenausstattung. Der Hochaltar ist mit gesprengtem Giebel und gewundenen Säulen versehen und zeigt im Mittelschrein eine meisterhaft gestaltete Madonnenfigur mit eleganter Haltung, die vermutlich aus der Mitte des 17. Jahrhunderts stammt. Sie wird von rustikaleren Schnitzfiguren der Heiligen Petrus und Paulus vom Ende des 15. Jahrhunderts flankiert, im Altarauszug ist eine Figur des heiligen Michael als Seelenwäger mit Flammenschwert angeordnet. Das Antependium ist mit Bandelwerkschnitzerei aus der Zeit um 1740 geschmückt. Der Mittelaltar und der Ambo wurden im Jahr 2002 nach Entwürfen von Johannes R. Potzler aus München geschaffen.
Im nördlichen Seitenaltar ist eine ebenfalls künstlerisch bedeutende Figurengruppe mit einer Darstellung der Muttergottes auf Wolken und Mondsichel zu finden, die von geschnitzten Medaillons der Geheimnisse des Rosenkranzes gerahmt wird. Sie zeigt, wie Maria Rosenkränze an den knienden heiligen Dominikus und die heilige Katharina von Siena übergibt. Im Altarauszug sind Figuren der Heiligen Jakobus und Bartholomäus vom Beginn des 16. Jahrhunderts zu finden. Die zugehörigen, ausdrucksvollen Engelsfiguren gehören dem 17. Jahrhundert an.
Im südlichen Seitenaltar befindet sich eine Schnitzfigur des auferstandenen Christus vom Anfang des 16. Jahrhunderts mit einer Schutzmantelmadonna im Auszug, flankiert von den Heiligen Rupert und Virgil, beide aus dem 15. Jahrhundert, darüber der heilige Blasius. Auf der Tür des Tabernakels ist eine Darstellung des letzten Abendmahls angeordnet.
Im Chor sind große, vergoldete Schnitzfiguren der Heiligen Barbara und Katharina aus dem 17. Jahrhundert angeordnet. Zwei ehemalige Altarflügel an der Nordwand aus der Zeit um 1500 zeigen den heiligen Oswald mit Vogel und Reichsapfel, den heiligen Veit mit Ölfass, Heinrich den Heiligen mit Reichsapfel und Zepter sowie den heiligen Laurentius mit Kreuz und Buch.
Im Langhaus finden sich kleine Schnitzfiguren der Heiligen Johann Nepomuk aus der zweiten Hälfte des 18. Jahrhunderts und Sebastian vom Ende des 15. Jahrhunderts. Das Kruzifix im Chorbogen ist ein Werk der zweiten Hälfte des 17. Jahrhunderts. Der untere Teil der doppelten Empore aus Holz wurde 1676 eingebaut, der obere Teil beim Einbau der Orgel im 19. Jahrhundert ergänzt. Unter der Empore sind Reliefs der Heiligen Andreas und Paulus zu finden.
Drei mittelalterliche Glocken der Kirche aus den Jahren 1434, 1487 und 1520 entgingen der Ablieferung im Zweiten Weltkrieg und blieben damit erhalten.